# Lysimachia scandens
Lysimachia scandens är en viveväxtart som beskrevs av Bonati. Lysimachia scandens ingår i släktet lysingar, och familjen viveväxter. Inga underarter finns listade i Catalogue of Life.